# Krzysztof Wróbel (lekkoatleta)
Krzysztof Wróbel (ur. 14 lutego 1996 we Wrześni) – samorządowiec oraz były polski lekkoatleta specjalizujący się w biegach sprinterskich.
Wicemistrz Europy Juniorów z Eskilstuny (2015) w sztafecie 4x100 m (40.00). Medalista Mistrzostw Polski oraz Mistrzostw Zrzeszeń Ludowych Zespołów Sportowych w biegach na 100 metrów i 200 metrów oraz sztafecie 4x100 metrów. Wielokrotny uczestnik finałów Mistrzostw Polski w biegu na 100 metrów, 200 metrów oraz sztafecie 4x100 metrów oraz Halowych Mistrzostw Polski w biegu na 60 metrów.

## Życiorys
Krzysztof Wróbel urodził się 14 lutego 1996 roku we Wrześni. Mieszka w Nekli w powiecie wrzesińskim. Ma 3 braci, starszego oraz dwóch młodszych. Najmłodszy Paweł (ur. 2005), to również sprinter i Halowy Mistrz Polski Juniorów Młodszych w biegu na 60 metrów (2022). Uczęszczał do patronackiej szkoły branżowej I stopnia w Zespole Szkół nr 1 im. Powstańców Wielkopolskich w Swarzędzu. Przez okres nauki w gimnazjum i szkole średniej trenował na stadionie lekkoatletycznym oraz hali przy ZSTiO Września. Jego trenerem był Adam Kaczor (trener Mateusza Michalskiego, Jacka Bociana, Andrzej Popy, Eryka Hampla), były reprezentant Polski w lekkoatletyce, olimpijczyk z Meksyku, który aktualnie trenuje jego brata Pawła.
Swoją karierę zaczynał w 2012. W tym też roku pojechał na licealiadę wojewódzką. W następnym roku wielokrotnie występował na mityngach lekkoaltletycznych w biegu na 100 i 200 metrów oraz pierwszy raz biegał w sztafecie 4x100 metrów. W 2013 roku zdobył pierwszy zloty medal Mistrzostw Wielkopolski w biegu na 100 metrów oraz srebro w sztafecie 4x100 metrów. 
W 2014 po raz pierwszy biegał w hali na 60 metrów, gdzie zdobył Mistrzostwo Wielkopolski z czasem 7.09 (rekord życiowy), a następnie podczas Halowych Mistrzostw Polski zajął VII miejsce z czasem 7.13. W sezonie letnim podczas "małych Mistrzostw Polski", tj. Mistrzostw Zrzeszeń Ludowych Zespołów Sportowych, zajął VI miejsce w biegu na 100 metrów (11.17) oraz brązowy medal w sztafecie 4x100 metrów (42.78). Podczas Mistrzostw Polski Juniorów w Toruniu, zajął VIII miejsce w biegu na 100 metrów (11.18). Sezon zakończył brązowym medalem w biegu na 100 metrów podczas Mistrzostw Wielkopolski. 

Mistrzostwa Zrzeszeń LZS - sztafety 4x100 metrów - Słubice 2015r.

Krzysztof Wróbel oraz Eryk Hampel na zgrupowaniu kadry Polski w COS OPO Spała.

Rok 2015 był dla Wróbla rokiem przełomowym. Rok rozpoczął od Halowego Mistrzostwa Wielkopolski w biegu na 60 metrów. Podczas Mistrzostw Polski LZS zdobył złoto w biegu na 100 metrów (11.01 przy wietrze -2.4m/s) oraz brąz w sztafecie 4x100 metrów (42.96). Podczas 68. PZLA Mistrzostw Polski Juniorów zajął IV miejsce uzyskując nowy rekord życiowy (10.71) i minimum sztafetowe na Mistrzostwa Europy juniorów w Eskilstunie. 
Na Mistrzostwach Europy sztafeta Reprezentacji Polski wchodziła do finału z 5 czasem (40.56), a w finale wywalczyła II lokatę z czasem (40.00). Krzysztof biegał na drugim wirażu i przekazywał pałeczkę kończącemu Erykowi Hamplowi.

Przemysław Adamski przekazuje pałeczkę Krzysztofowi Wróblowi - sztafeta 4x100 metrów, Eskilstuna, Szwecja.

W roku 2016 pobił rekord życiowy w biegu na 60 metrów (6.94) oraz w biegu na 200 metrów (22.65). Podczas Mistrzostw Polski LZS zajął II miejsce w biegu na 100 metrów. Młodzieżowe Mistrzostwa Polski zakończył w trakcie eliminacji. 
W roku 2017 podczas Mistrzostw Polski LZS rozgrywanych w pobliskiej Pile, zdobył złoty medal w biegu na 100 metrów (10.85) oraz srebro w biegu na 200 metrów (21.92). Następnie podczas 34. PZLA Młodzieżowych Mistrzostw Polski zajął IV miejsce w biegu na 100 metrów (10.84) oraz VII miejsce w biegu na 200 metrów (22.46). 
W ostatnim sezonie w karierze, czyli w roku 2018. Zdobył brąz w biegu na 100 metrów podczas Mistrzostw Polski LZS w Słubicach. W tym samym roku, zmienił barwy klubowe przechodząc do zaprzyjaźnionego LUKS Orkan Środa Wielkopolska. Razem z kolegami z klubu podczas 35. PZLA Młodzieżowych Mistrzostw Polski zdobył brąz w sztafecie 4x100 metrów oraz z tą samą drużyną VII miejsce w sztafecie 4x400 metrów. 
Od 2019 roku do dziś, wspiera i jeździ razem z młodszym bratem Pawłem na treningi oraz zawody lekkoatletyczne. Razem z trenerem Adamem Kaczorem czuwa nad prawidłowym rozwojem młodego sprintera. 
W 2024 roku zaangażował się w projekt „Wspólny Powiat Wrzesiński”, z którego komitetu wystartował w wyborach samorządowych do Rady Powiatu Wrzesińskiego z okręgu nr 3: Gmina Nekla i wsie Gminy Września. Uzyskał mandat radnego VII kadencji. Jego komitet wprowadził 2 radnych, (Krzysztof oraz Anita Kraska z okręgu nr 2: Gmina Miłosław). Na pierwszej sesji Rady Powiatu zawiązali koalicję z Projektem Września (2 mandaty), PSL-Trzecia Droga (1 mandat) oraz PiS (6 mandatów). I po 22 latach rządów Platformy Obywatelskiej, Samorządnego Powiatu i PSL dokonano zmian. Wybrano nowego starostę, którym została koleżanka z komitetu Krzysztofa - Anita Kraska. W głosowaniu wzięło udział 18 radnych, 1 radny (były Starosta wyszedł po pierwszym głosowaniu). 

## Osiągnięcia

### Reprezentacja
| Rok  | Impreza                     | Miejsce    | Konkurencja             | Lokata     | Wynik |
| ---- | --------------------------- | ---------- | ----------------------- | ---------- | ----- |
| 2015 | Mistrzostwa Europy juniorów | Eskilstuna | sztafeta 4 × 100 metrów | 2. miejsce | 40,00 |

### Klub

#### Stadion
| Rok  | Impreza                              | Miejsce        | Konkurencja             | Lokata     | Wynik   |
| ---- | ------------------------------------ | -------------- | ----------------------- | ---------- | ------- |
| 2014 | Mistrzostwa Polski LZS               | Biała Podlaska | bieg na 100 metrów      | 6. miejsce | 11.17   |
| 2014 | Mistrzostwa Polski LZS               | Biała Podlaska | sztafeta 4 × 100 metrów | 3. miejsce | 42.78   |
| 2014 | 68. PZLA Mistrzostwa Polski Juniorów | Toruń          | bieg na 100 metrów      | 8. miejsce | 11.18   |
| 2015 | Mistrzostwa Polski LZS               | Słubice        | bieg na 100 metrów      | 1. miejsce | 11.01   |
| 2015 | Mistrzostwa Polski LZS               | Słubice        | sztafeta 4 × 100 metrów | 3. miejsce | 42.96   |
| 2015 | 69. PZLA Mistrzostwa Polski Juniorów | Biała Podlaska | bieg na 100 metrów      | 4. miejsce | 10.71   |
| 2015 | 69. PZLA Mistrzostwa Polski Juniorów | Biała Podlaska | sztafeta 4 × 100 metrów | 5. miejsce | 41.94   |
| 2016 | Mistrzostwa Polski LZS               | Zamość         | bieg na 100 metrów      | 2. miejsce | 11.06   |
| 2017 | Mistrzostwa Polski LZS               | Piła           | bieg na 100 metrów      | 1. miejsce | 10.85   |
| 2017 | Mistrzostwa Polski LZS               | Piła           | bieg na 200 metrów      | 2. miejsce | 21.92   |
| 2017 | 34. PZLA Mistrzostwa Polski U23      | Suwałki        | bieg na 100 metrów      | 4. miejsce | 10.84   |
| 2017 | 34. PZLA Mistrzostwa Polski U23      | Suwałki        | bieg na 200 metrów      | 7. miejsce | 22.46   |
| 2018 | Mistrzostwa Polski LZS               | Słubice        | bieg na 100 metrów      | 3. miejsce | 11.18   |
| 2018 | 35. PZLA Mistrzostwa Polski U23      | Sieradz        | sztafeta 4 × 100 metrów | 3. miejsce | 41.94   |
| 2018 | 35. PZLA Mistrzostwa Polski U23      | Sieradz        | sztafeta 4 × 400 metrów | 7. miejsce | 3:22.05 |

#### Hala

Reprezentacja Polski w sztafecie 4x100 metrów podczas Mistrzostw Europy w lekkoatletyce - Eskilstuna, Szwecja. Reprezentacja w składzie (od prawej): Krzysztof Wróbel, Artur Wasilewski, Eryk Hampel, Przemysław Adamski.

| Rok  | Impreza                           | Miejsce | Konkurencja       | Lokata     | Wynik |
| ---- | --------------------------------- | ------- | ----------------- | ---------- | ----- |
| 2014 | Halowe Mistrzostwa Polski U18 U20 | Spała   | bieg na 60 metrów | 7. miejsce | 7.13  |

## Rekordy życiowe

### Stadion
- bieg na 100 metrów – 10,71 (28 czerwca 2015, Biała Podlaska,
- bieg na 200 metrów – 21,87 (25 lipca 2015, Poznań),
- bieg na 300 metrów – 35,03 (29 sierpnia 2015, Leszno),

### Hala
- bieg na 60 metrów – 6,94 (6 lutego 2016, Toruń),
- bieg na 200 metrów - 22,65 (6 lutego 2016, Toruń).

Krzysztof Wróbel przekazuje pałeczkę Erykowi Hamplowi - sztafeta 4x100 metrów, Eskilstuna, Szwecja.

## Najlepsze wyniki w sezonie

### Stadion

#### Bieg na 100 metrów
| Rok  | Wiek   | Czas  | Wiatr    | Miejsce        | Data       |
| ---- | ------ | ----- | -------- | -------------- | ---------- |
| 2012 | 16 lat | 11.84 | +0.9 m/s | Poznań         | 8 września |
| 2013 | 17 lat | 11.11 | +0.5 m/s | Słubice        | 8 czerwca  |
| 2014 | 18 lat | 11.10 | -0.7 m/s | Toruń          | 28 czerwca |
| 2015 | 19 lat | 10.71 | +0.4 m/s | Biała Podlaska | 28 czerwca |
| 2016 | 20 lat | 10.84 | +1.3 m/s | Jelenia Góra   | 30 lipca   |
| 2017 | 21 lat | 10.81 | +0.3 m/s | Poznań         | 10 czerwca |
| 2018 | 22 lat | 11.18 | 0.0 m/s  | Słubice        | 9 czerwca  |

#### Bieg na 200 metrów

Reprezentacja Polski w sztafecie 4x100 metrów podczas Mistrzostw Europy w lekkoatletyce - Eskilstuna, Szwecja. Reprezentacja w składzie (od lewej): Krzysztof Wróbel, Artur Wasilewski, Eryk Hampel, Przemysław Adamski.

| Rok  | Wiek   | Czas  | Wiatr    | Miejsce        | Data        |
| ---- | ------ | ----- | -------- | -------------- | ----------- |
| 2012 | 16 lat | 24.64 | -4.7 m/s | Leszno         | 25 sierpnia |
| 2013 | 17 lat | 23.28 | -1.3 m/s | Poznań         | 7 września  |
| 2014 | 18 lat | 22.49 | +1.3 m/s | Biała Podlaska | 8 czerwca   |
| 2015 | 19 lat | 21.87 | +0.4 m/s | Poznań         | 25 lipca    |
| 2016 | 20 lat | 21.90 | +0.1 m/s | Jelenia Góra   | 31 lipca    |
| 2017 | 21 lat | 21.92 | +0.5 m/s | Piła           | 4 czerwca   |

Bieg na 300 metrów
| Rok  | Wiek   | Czas  | Miejsce | Data        |
| ---- | ------ | ----- | ------- | ----------- |
| 2013 | 17 lat | 37.89 | Leszno  | 31 sierpnia |
| 2014 | 18 lat | 36.74 | Poznań  | 26 kwietnia |
| 2015 | 19 lat | 35.03 | Leszno  | 29 sierpnia |
| 2017 | 21 lat | 35.43 | Poznań  | 29 kwietnia |

### Hala

#### Bieg na 60 metrów
| Rok  | Wiek   | Czas | Miejsce | Data        |
| ---- | ------ | ---- | ------- | ----------- |
| 2014 | 18 lat | 7.09 | Kalisz  | 11 stycznia |
| 2015 | 19 lat | 7.10 | Kalisz  | 31 stycznia |
| 2016 | 20 lat | 6.94 | Toruń   | 6 lutego    |
| 2017 | 21 lat | 7.07 | Kalisz  | 21 stycznia |

Bieg na 200 metrów
| Rok  | Wiek   | Czas  | Miejsce | Data     |
| ---- | ------ | ----- | ------- | -------- |
| 2016 | 20 lat | 22.65 | Toruń   | 6 lutego |